# Richard Laganier
Richard Laganier, né le 10 août 1967 à Alès est un universitaire et haut fonctionnaire français. Professeur des universités en géographie, spécialiste des risques hydrologiques et de la résilience des territoires, il est recteur de l’académie de Nice entre 2019 et 2022, puis recteur de l'académie Nancy-Metz,, de 2022 à 2024, membre de l’Association Française pour la Prévention des Catastrophes Naturelles et Technologiques (AFPCNT) et Membre du Comité National Éducation au Développement Durable pour l'Océan et les Mers (CNEDDOM). Il a été entre le 16 septembre 2024 et le 5 décembre 2024 Conseiller Éducation, Enseignement Supérieur et Recherche (chef de Pôle) du Premier Ministre Michel Barnier. Depuis le 1er février 2025, il est Conseiller du Secrétaire Général des Ministères Éducation, Enseignement supérieur, Recherche, Jeunesse et Sports.

## Biographie

### Jeunesse et formation
Richard Laganier fait sa scolarité en basse Ardèche à Berrias, Les Vans et Aubenas.
Il obtient en 1989 une maîtrise de géographie à l’Université Paul Valery à Montpellier. En 1990 un DEA de géographie « Analyse géographique du milieu physique, ressources et risques naturels » à l’Université des Sciences et Technologies de Lille. En 1994 un doctorat nouveau régime spécialité géographie « Contribution à l'étude des processus d'érosion et des risques naturels dans les îles du sud-ouest Pacifique : Nouvelle-Calédonie et Îles Salomon » qu’il réalise en partenariat avec l’université de Lille 1 et l’Institut de Recherche pour le Développement de Nouméa (IRD).
Il obtient en 2002 son habilitation à diriger des recherches, Recherches sur l’interface Eau-Territoire dans le Nord de la France à l’Université Lille 1.

### Carrière
Richard Laganier est spécialiste de la gestion des risques hydrologiques, en lien avec le développement et la résilience des territoires. Ses recherches portent notamment sur l’évaluation de l’action publique dans les domaines de l’environnement et des risques et l’application de la géomatique à l’étude des relations nature-sociétés.
Professeur des Universités depuis 2003 à l’Université Paris-Diderot (désormais Université Paris Cité), il a été conseiller de sites et d’établissements – DGESIP- MESRI (de février 2018 à mars 2019) et expert auprès de l’Agence d’Évaluation de la Recherche et de l’Enseignement Supérieur (AERES) et de l’Agence Nationale de la Recherche (ANR).
Entre 2004 et 2006, il est élu directeur du département de géographie de l’Université Paris Diderot puis directeur de l’École Doctorale « Économie, Espaces, Sociétés, Civilisations » de 2006 à 2009.
Il devient le vice-président de l’Université Paris Diderot chargé du Conseil Scientifique entre 2007 et 2014.
En 2014, il quitte l’hexagone, sur nomination de la Ministre de l’Enseignement Supérieur et de la Recherche, Geneviève Fioraso, pour devenir le premier président de l’Université de Guyane, qu'il contribue à créer. Il y restera jusqu’en 2017 après signature avec le ministère du premier contrat d’établissement. Pendant son séjour en Guyane, il est nommé membre titulaire de la mission régionale d'autorité environnementale de Guyane, du Conseil général de l'environnement et du développement durable (MRAe) en 2016-2017.
De mars à décembre 2018, il est nommé par la ministre de l’Enseignement Supérieur de la Recherche et de l’Innovation, Frédérique Vidal, administrateur provisoire de l’Université Jean Jaurès qui traverse alors une crise majeure et un mouvement de contestation.
Le 2 avril 2019, il est nommé recteur de l’Académie de Nice et Chancelier des Universités. À compter du 20 juillet 2022, il est nommé Recteur de la Région Académique Grand Est, Recteur de l'académie de Nancy-Metz.
Par arrêté du Premier ministre Michel Barnier en date du 16 septembre 2024, Richard Laganier a été nommé conseiller éducation, enseignement supérieur et recherche en qualité de chef de pôle. Il occupera ce poste jusqu'à la démission du gouvernement Barnier le 5 décembre 2024.
Richard Laganier devient Administrateur de l’Etat le 29 janvier 2025  . Il occupe depuis la fonction de conseiller du Secrétaire Général des ministères de l’éducation, de l’enseignement supérieur, de la recherche et des sports

## Distinctions
- Chevalier de la Légion d'honneur (1er janvier 2015)[9]
- Officier de l'ordre national du Mérite (21 juin 2022)
- Commandeur de l'ordre des Palmes académiques promu ex officio, lors de sa nomination en tant que recteur de l'Académie de Nice.
- Chevalier de l'ordre de Saint-Charles (17 novembre 2023)[10] (Monaco)

## Publications et ouvrages

### Valorisations scientifiques
- Membre de l'Association Française pour la Prévention des Catastrophes Naturelles et Technologiques (AFPCNT)
- Membre du Comité National Education au Développement Durable pour l'Océan et les Mers (CNEDDOM)
- Administrateur de Planète Sciences (2019-2022)
- Membre du comité opérationnel pour l’évaluation de la politique de l’eau (mars à septembre 2013), évaluation conduite à la demande du Premier Ministre, sous la responsabilité du Ministre de l’écologie et du développement durable, Direction Eau et Biodiversité, dans le cadre des travaux du Comité Interministériel de Modernisation de l’Action Publique (CIMAP). Présidente du Comité opérationnel, Anne-Marie Levraut (CGEDD)[11].
- Membre du Jury national de sélection des projets de l'Atelier National 2013-2014 « Territoires en mutation exposés aux risques », Ministère de l’écologie et du développement durable, Délégation générale de la Prévention des risques et Délégation générale de l’habitat, de l’urbanisme et des paysages.

Conférencier invité au Maroc, en Italie, en Belgique, au Québec, en Colombie.
- Participation au pilotage du projet du programme d’investissement d’avenir « Médiation scientifique » en Guyane
- Membre du Conseil d’administration national de l’association Planète-Sciences (depuis 2019)

### Sociétés savantes et activités éditoriales
- Président du Comité National Français de Géographie 2012-2015 après en avoir été Vice-Président entre 2008-2012
- Président de la Commission “ Hydrosystèmes continentaux ” du Comité National Français de Géographie (rattaché à l’Union Géographique Internationale) 2005-2009.
- Membre du Conseil Scientifique l’Association Française pour la Prévention des Catastrophes Naturelles (AFPCN)
- Membre du comité de rédaction de la revue numérique “ Développement durable et territoires ”(www.revue-ddt.org)
- Referee pour les revues et collections suivantes : « L’Espace géographique », « Cybergéo », « Annales de géographie », « Urban Environnement », « Natural Hazards and Earth System Sciences-NHESS », « Géocarrefour », « Photo-interprétation », « Géographies », « Territoires en mouvement », « Développement durable et territoire », « Vertigo », CNRS Éditions et la collection Recherche des éditions La Découverte.